# Campionati italiani di duathlon del 2003
I Campionati italiani di duathlon del 2003 sono stati organizzati dalla Federazione Italiana Triathlon e si sono tenuti a Trieste in Friuli-Venezia Giulia, in data 13 settembre 2003.
Tra gli uomini ha vinto Matteo Pigoni ( CUS Parma), mentre la gara femminile è andata a Arianna Morosin (Silca Ultralite).

## Risultati

### Élite uomini
| Pos. | Atleta               | Società sportiva         | Corsa    | Bici     | Corsa    | Totale   |
| ---- | -------------------- | ------------------------ | -------- | -------- | -------- | -------- |
|      | Matteo Pigoni        | CUS Parma                | 00:31:46 | 01:08:40 | 00:16:23 | 01:56:49 |
|      | Maurizio De Ponte    | Happidea Triathlon       | 00:31:45 | 01:08:47 | 00:17:06 | 01:58:33 |
|      | Fabio Barani         | CUS Parma                | 00:32:10 | 01:09:54 | 00:16:29 | 01:56:49 |
| 4    | Orazio Bottura       | Triathlon Team Brianza   | 00:33:00 | 01:09:07 | 00:16:44 | 01:58:51 |
| 5    | Massimo Torsani      | T.D. Rimini              | 00:33:27 | 01:08:38 | 00:17:04 | 01:59:09 |
| 6    | Daniele Fiumara      | CUS Parma                | 00:33:23 | 01:08:43 | 00:17:24 | 01:59:30 |
| 7    | Manolo Montevecchi   | T.D. Rimini              | 00:32:57 | 01:09:08 | 00:17:50 | 01:59:55 |
| 8    | Fausto Dotti         | Tri DLF Nuoto VR         | 00:33:58 | 01:09:11 | 00:19:04 | 02:02:13 |
| 9    | Giuseppe Carella     | Jhonny Triathlon         | 00:31:50 | 01:14:59 | 00:16:41 | 02:03:30 |
| 10   | Alessandro Dolazza   | Steel Triathlon Bergamo  | 00:32:56 | 01:12:34 | 00:18:25 | 02:03:55 |
| 11   | Daniel Antonioli     | Forze Armate Triathlon   | 00:33:27 | 01:13:15 | 00:18:08 | 02:04:50 |
| 12   | Luigi Bacco          | Happidea Triathlon       | 00:35:48 | 01:11:43 | 00:17:43 | 02:05:14 |
| 13   | Matteo Caliendo      | Zeppelin Triathlon Team  | 00:33:32 | 01:14:02 | 00:17:47 | 02:05:21 |
| 14   | Juri Sisti           | Libertas Triathlon Terni | 00:35:02 | 01:12:29 | 00:17:53 | 02:05:24 |
| 15   | Alessio Manfrin      | Finisher Team            | 00:35:04 | 01:12:28 | 00:17:52 | 02:05:24 |
| 16   | Danilo Pascucci      | Olimpia Triathlon        | 00:34:40 | 01:12:54 | 00:17:55 | 02:05:29 |
| 17   | Paolo Sassetti       | Happidea Triathlon       | 00:35:40 | 01:11:49 | 00:18:05 | 02:05:34 |
| 18   | Cristiano Sgrazzutti | Udine Triathlon          | 00:33:29 | 01:14:02 | 00:22:55 | 02:10:26 |
| 19   | Marco Cicigoi        | CUS Udine                | 00:35:36 | 01:14:55 | 00:20:42 | 02:11:13 |
| 20   | Michele Ermacora     | CUS Udine                | 00:33:36 | 01:19:11 | 00:18:33 | 02:11:20 |

### Élite donne
| Pos. | Atleta             | Società sportiva      | Corsa    | Bici     | Corsa    | Totale   |
| ---- | ------------------ | --------------------- | -------- | -------- | -------- | -------- |
|      | Arianna Morosin    | Silca Ultralite       | 00:36:06 | 01:17:26 | 00:18:17 | 02:11:49 |
|      | Valentina Tauceri  | Happidea Triathlon    | 00:38:03 | 01:18:25 | 00:19:20 | 02:15:48 |
|      | Stefania Bonazzi   | Progetto Vista        | 00:37:58 | 01:18:28 | 00:19:43 | 02:16:09 |
| 4    | Laura Giordano     | Edera Triathlon Forlì | 00:38:17 | 01:21:26 | 00:20:04 | 02:19:47 |
| 5    | Lisa Desiderà      | Silca Ultralite       | 00:41:14 | 01:19:53 | 00:21:21 | 02:22:28 |
| 6    | Laura Manzecchi    | Edera Triathlon Forlì | 00:39:37 | 01:22:48 | 00:21:07 | 02:23:32 |
| 7    | Federica Bazzocchi | Feder Club Trieste    | 00:39:12 | 01:25:23 | 00:20:40 | 02:25:15 |
| 8    | Cinzia Arduzzoni   | CUS Parma             | 00:41:41 | 01:23:19 | 00:20:55 | 02:25:55 |
| 9    | Ambra Vecchiato    | Silca Ultralite       | 00:41:30 | 01:24:34 | 00:21:35 | 02:27:39 |
| 10   | Federica Rebecchi  | CUS Parma             | 00:38:50 | 01:28:48 | 00:20:23 | 02:28:01 |
| 11   | Giorgia Del Nevo   | CUS Parma             | 00:43:06 | 01:28:00 | 00:23:34 | 02:34:40 |